# Eberhard von Gemmingen († 1635)
Eberhard von Gemmingen († 10. September 1635) war Amtmann in Würzburg und Grundherr in Bürg und Presteneck.

## Leben

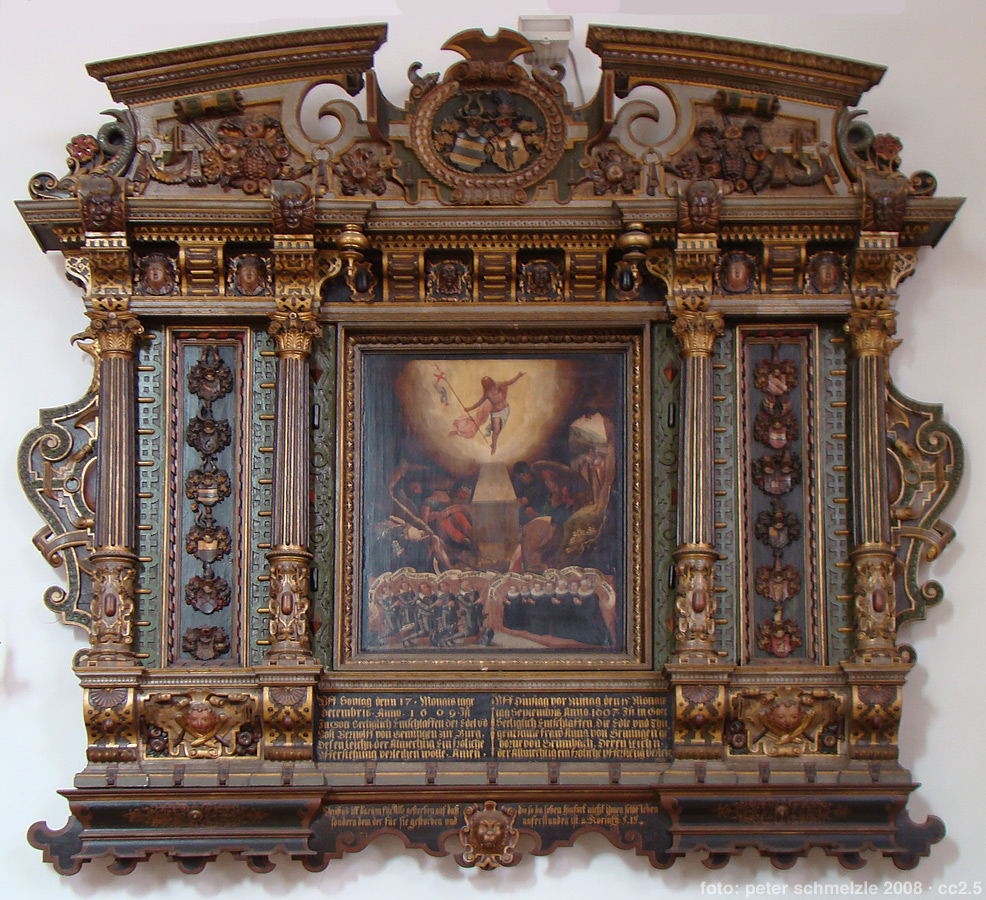
Epitaph für Bernolph von Gemmingen und seine Frau Anna von Grumbach in der Nikolauskirche in Neuenstadt am Kocher, wo unter den Söhnen auch Eberhard abgebildet ist

Er war ein Sohn des Bernolph von Gemmingen († 1609) und der Anna von Grumbach († 1607). Er wurde Amtmann in Würzburg. 1622 flüchtete er vor den Kämpfen des Dreißigjährigen Krieges nach Weinsberg, wo er für zwei dort verstorbene Kinder 60 Gulden in den Almosen stiftete. Bei der Teilung des väterlichen Erbes erhielt er 1629 Bürg und Presteneck, während Widdern und Maienfels an seinen Bruder Hans Conrad († 1632) fielen.
Weil sein ohne Nachkommen gebliebener Bruder Hans Philipp († 1635) mit einer Ehrenberg-Tochter verheiratet war, nahm er nach dem Tod des Bruders Besitz von einer Hälfte von Heinsheim, dem Stammsitz der aussterbenden Ehrenberger. Um den Besitz gab es längere Erbstreitigkeiten mit den ebenfalls erbberechtigten Herren von Helmstatt, bevor man sich 1649 auf einen Gütertausch einigte, der den Gemmingen den Rüdt'schen Hof in Buchen, den Helmstatt die Hälfte von Heinsheim brachte.
Er starb am 10. September 1635 an der Pest, der binnen weniger Wochen auch noch drei seiner Kinder erlagen.

## Familie
Er war verheiratet mit Maria Agatha von Venningen, die am 22. Dezember 1632 in Bürg starb und in Neuenstadt am Kocher begraben wurde. Der Ehe entstammten zehn Kinder. Den Vater überlebt und das Erwachsenenalter erreicht haben nur die Söhne Georg Schweikard (1611–1681) und Achilles Christoph (1619–1676). Der von Georg Schweikard in Presteneck begründete Familienzweig starb bereits nach einer Generation im Mannesstamm wieder aus. Achilles Christoph erhielt Bürg als Erbe. Ihm folgten noch vier Generationen, bevor der Zweig Bürg-Presteneck und mit ihm der gesamte Ast Bürg der Freiherren von Gemmingen 1841 im Mannesstamm ausstarb.

## Nachkommen
- Georg Schweikard (1611–1681) ⚭ Barbara Sibylla Senft von Sulburg († 1650), Marg. Magd. von Ellrichshausen
- Wolf Friedrich († 1615)
- Anna Agatha (1616–1618)
- Ernst Friedrich († 1622)
- Anna Rosina († 1622)
- Maria Juliana (1623–1631)
- Dorothea Sibylla († an der Pest 1635)
- Gertrud Katharina († an der Pest 1635)
- Bernolff († an der Pest 1635)
- Achilles Christoph (1619–1676) ⚭ 1643 Benedikta Elisabetha Greck v. Kochendorf († 1648), ⚭ 1650 Sibulla Felicitas v. Gemmingen-Fürfeld († 1654), ⚭ 1655 Amalie v. Menzingen